# Crossota norvegica
Crossota norvegica is een hydroïdpoliep uit de familie Rhopalonematidae. De poliep komt uit het geslacht Crossota. Crossota norvegica werd in 1902 voor het eerst wetenschappelijk beschreven door Vanhöffen. 